# Albern (Gemeinde Deutsch-Griffen)
Albern ist eine Ortschaft in der Gemeinde Deutsch-Griffen im Bezirk St. Veit an der Glan in Kärnten. Die Ortschaft hat 11 Einwohner (Stand 1. Jänner 2025).

## Lage
Albern liegt im Westen der Katastralgemeinde Deutsch Griffen, rechtsseitig im Griffener Tal, hoch über dem Faulwinkelbach, etwa 5 km Luftlinie bzw. etwa 8 Straßenkilometer nordwestlich des Gemeindehauptorts Deutsch Griffen.
Zur Ortschaft gehören folgende Höfe: im Bereich des alten Ortskerns Oberer Alberer (Nr. 1), Marktl (Nr. 5) und Bauer (Nr. 8), darunter in Streulage Paule (Nr. 10), Sturm (Nr. 12) und Steiger (ruinös), sowie die in 1570 m Höhe gelegene Marktlhütte.

## Geschichte
Albarn wird 1062 urkundlich erwähnt.
Im frühen 19. Jahrhundert gab es in Albern eine geschlossene Siedlung von 8 Bauernhäusern und einer Keusche, außerdem gehörten damals drei Bauernhöfe im darunterliegenden Graben zur Ortschaft.
Ab Gründung der politischen Gemeinden Mitte des 19. Jahrhunderts gehörte Albern zur Gemeinde Deutsch-Griffen. Bei der Kärntner Gemeindestrukturreform von 1973 kam der Ort an die damals neu errichtete Gemeinde Weitensfeld-Flattnitz, seit deren Auflösung 1991 gehört die Ortschaft wieder zur Gemeinde Deutsch-Griffen.

## Bevölkerungsentwicklung
Für die Ortschaft ermittelte man folgende Einwohnerzahlen:
- 1869: 12 Häuser, 102 Einwohner[4]
- 1880: 12 Häuser, 103 Einwohner[5]
- 1890: 9 Häuser, 99 Einwohner[6]
- 1900: 9 Häuser, 79 Einwohner[7]
- 1910: 10 Häuser (davon 2 Almhäuser), 84 Einwohner[8]
- 1923: 10 Häuser (davon 2 Almhäuser), 67 Einwohner[9]
- 1934: 76 Einwohner[10]
- 1951: 9 Häuser (davon 2 Almhäuser), 48 Einwohner
- 1961: 8 Häuser (davon 2 Almhäuser), 46 Einwohner[11]
- 2001: 6 Gebäude (davon 6 mit Hauptwohnsitz) mit 6 Wohnungen; 20 Einwohner und 0 Nebenwohnsitzfälle; 6 Haushalte; 1 Arbeitsstätte, 5 land- und forstwirtschaftliche Betriebe[12]
- 2011: 6 Gebäude, 18 Einwohner, 6 Haushalte, 0 Arbeitsstätten[13]
- 2021: 7 Gebäude, 14 Einwohner, 5 Haushalte, 4 Arbeitsstätten[14]